# L'amore all'improvviso - Larry Crowne
L'amore all'improvviso - Larry Crowne (Larry Crowne) è un film del 2011 diretto da Tom Hanks.
È la seconda pellicola in cui Hanks, che è anche regista, cosceneggiatore e produttore, recita in coppia con Julia Roberts, dopo La guerra di Charlie Wilson (2008).

## Trama
Prima di essere licenziato, l'affabile e cordiale Larry Crowne era un apprezzato responsabile per un'importante catena di negozi in franchising dove lavorava dai tempi del suo congedo dalla marina. Sommerso dal mutuo e senza la più pallida idea su come impiegare l'improvviso tempo libero, Larry segue il consiglio dei suoi amici, e torna a scuola per un nuovo inizio. All'East Valley Community College si unisce a un variegato gruppo di studenti patiti per lo scooter, tutti alla ricerca di un futuro migliore. Improvvisamente la grande sorpresa: Larry si prende una sbandata per l'insegnante del corso su "come parlare in pubblico" che ha perso tanto la passione per l'insegnamento quanto quella per il marito scroccone.

## Distribuzione
Il film è stato distribuito negli Stati Uniti il 1º luglio 2011 a cura della Universal Pictures. In Italia è uscito nelle sale il 28 ottobre 2011, giorno del 44º compleanno di Julia Roberts.

## Casi mediatici
La locandina promozionale del film, che ritrae Hanks e la Roberts su un motorino senza casco, è costata ben 30.000 € di multa alla Tripictures, casa distributrice della pellicola in Spagna. Il codice della strada spagnolo, infatti, all'art. 52 vieta «la pubblicità di veicoli che spinge alla guida pericolosa», e si è temuto che il gesto raffigurato potesse essere emulato, data anche l'enorme popolarità dei due attori presenti nel poster.